# 실행 취소
실행 취소 또는 언두(undo)는 수많은 컴퓨터 프로그램의 명령어이다. 문서에 마지막으로 취한 변경사항을 삭제하여 과거의 상태로 되돌린다. 그래픽 처리 등 일부 더 고급 프로그램들에서 실행 취소는 편집 중인 파일에 수행한 마지막 명령을 무효화시킨다. 실행 취소의 반의어는 다시 시도(재시도) 또는 리두(redo)이다.
대부분의 윈도우 응용 프로그램에서 실행 취소 명령은 Ctrl+Z, Alt+Backspace 키바인딩을 누름으로써 활성화된다. 모든 매킨토시 응용 프로그램에서 실행 취소 명령은 Command-Z를 누름으로써 활성화된다. 마이크로소프트 윈도우 시스템의 다시 실행의 공통 명령은 Ctrl+Y 또는 Ctrl+Shift+Z이다. 애플 매킨토시 시스템의 다시 시도를 위한 공통 명령은 Command-Shift-Z이다.

## 역사
컴퓨터의 명령을 실행 취소하는 기능은 수차례 독립적으로 발명되었으며, 이는 어떻게 사람들이 컴퓨터를 사용한가에 대한 반응으로서 만들어졌다.
1968년 브라운 대학교에서 개발이 시작된 FRESS(File Retrieval and Editing System)는 실행 취소 기능을 구현한 최초의 컴퓨터 기반 시스템으로 보고되었다.

## 같이 보기
- 롤백 (데이터 관리)
- 삭제 복구
- 버전 관리